# Cercomacra
Cercomacra é um gênero de aves passeriformes pertencente à família Thamnophilidae. O gênero possui sete espécies, distribuídas desde o sul do Panamá até norte do Paraguai, incluindo o Brasil. As espécies do gênero são, comumente, denominadas chororós.

## Taxonomia
O gênero Cercomacra foi descrito pela primeira vez em 1858, pelo ornitólogo inglês Philip Lutley Sclater. O chororó-cinzento foi, subsequentemente, erigido como espécie-tipo. O nome do gênero deriva dos termos em grego antigo κέρκος, kérkos, que significa "cauda"; e μακρός, makrós, que significa "longo".
Anteriormente, o gênero possuía espécies adicionais. Um estudo filogenético molecular publicado em 2014 descobriu que este gênero, como então definido, era polifilético. Posteriormente, este foi dividido para criar gêneros monofiléticos e seis destas espécies foram movidas para o gênero Cercomacroides.

## Espécies
| Nome comum            | Nome científico        | Autoridade                  | Distribuição                                                  |
| --------------------- | ---------------------- | --------------------------- | ------------------------------------------------------------- |
| Chororó-pocuá         | Cercomacra cinerascens | Sclater, 1857               | Bolívia, Brasil, Colômbia, Equador, Peru, Guianas e Venezuela |
| Chororó-cinzento      | Cercomacra brasiliana  | Hellmayr, 1905              | Brasil                                                        |
| Chororó-de-goiás      | Cercomacra ferdinandi  | Snethlage, 1928             | Brasil                                                        |
| Chororó-azeviche      | Cercomacra nigricans   | Sclater, 1858               | Brasil, Colômbia, Equador, Panamá e Venezuela                 |
| Chororó-do-rio-branco | Cercomacra carbonaria  | Sclater & Salvin, 1873      | Brasil e Guiana                                               |
| Chororó-de-manu       | Cercomacra manu        | Fitzpatrick & Willard, 1990 | Bolívia, Brasil e Peru                                        |
| Chororó-do-pantanal   | Cercomacra melanaria   | Ménétries, 1835             | Bolívia, Brasil e Paraguai                                    |